# Azul (série)
Azul é uma futura série de televisão via streaming de origem portuguesa, dos géneros drama, aventura, ativismo ambiental e futuro distópico criada por Pedro Varela para a plataforma OPTO. Composta por 6 episódios, será lançada em 2024. A série passa-se na ilha do Faial, onde uma jovem rapariga se junta a um grupo de ativistas com a missão de fazer regressar as baleias que desapareceram do planeta. A série apresenta Leonor Belo, Ricardo Pereira e Romeu Costa no elenco principal.

## Sinopse
Já faz quase um ano desde o último avistamento de uma baleia no planeta. Olívia, uma rapariga determinada de dezoito anos com trissomia 21 e filha de um biólogo conhecido, junta-se a um grupo de ativistas banidos dos Açores e embarca numa missão para desvendar o misterioso desaparecimento das baleias nos oceanos. Olívia é determinada e vai travar uma luta pelo futuro da sua geração e do nosso planeta.

## Elenco

### Elenco principal
| Ator/Atriz      | Personagem       |
| --------------- | ---------------- |
| Leonor Belo     | Olívia dos Reis  |
| Ricardo Pereira | Jacques da Silva |
| Romeu Costa     | Steven dos Reis  |

### Elenco recorrente
| Ator/Atriz      | Personagem             |
| --------------- | ---------------------- |
| Joana de Verona | Kiersten Jonsson       |
| Anabela Moreira | Teresa Soares          |
| Miguel Damião   | Serafim Van Der Haagen |
| Marco Paiva     | Américo Fraga          |
| Flávia Gusmão   | Virginia               |
| Vera Moura      | Vitória Van Der Haagen |
| Romeu Runa      | Agostinho «Besouro»    |
| André Cabral    | Daniel                 |

### Elenco adicional
| Ator/Atriz             | Personagem                |
| ---------------------- | ------------------------- |
| Ana Sofia Martins      | Monique                   |
| Tony Weaver            | Operador Capitania        |
| Álfrún Laufeyjardóttir | Lilia                     |
| Hannes Óli Ágústsson   | Gustav                    |
| Zeca Medeiros          | António                   |
| Sara Cecília           | Colega 2                  |
| Keven Santos           | Marinheiro                |
| Valerie Bradell        | Elizabeth                 |
| João Jonas             | Sargento Polícia Marítima |
| César Lima             | Marinheiro                |
| Guilherme Gomes        | João News Angency         |

## Produção

### Desenvolvimento
A pré-produção começou em 2020, após a ideia e o enredo para a série surgirem em 2019 num almoço entre o escritor Pedro Varela e o ator Marco Paiva, quando Marco, que também entra na produção, desafiou o Pedro a criar um projeto onde pudessem incluir atores com deficiência num papel principal sem que as suas diferenças seja o foco da história. O título escolhido para a série foi “Azul”, devido à abordagem das alterações climáticas e o desaparecimento fictício das baleias dos oceanos, sendo produzida pela NoirBlanche Filmes em parceria com a SIC Esperança e a Terra Amarela para ser exibida na plataforma OPTO. Também chegou a ser falada uma parceria com a Max, mas tal não chegou a acontecer.
Os trabalhos começaram a 22 de abril de 2023 tendo decorrido as gravações nos Açores, na ilha do Faial, até 3 de junho do mesmo ano. Também decorreram gravações na Islândia entre 8 e 11 de junho de 2023.

### Escolha do elenco
A 8 de abril de 2022, Albano Jerónimo foi o primeiro nome confirmado, tendo a seu cargo um dos protagonistas. Por motivos de agenda, Jerónimo acabou por sair do projeto e foi substituído por Romeu Costa. A 28 de abril de 2023, foi anunciada a atriz Leonor Belo como a protagonista da série, sendo a primeira atriz com trissomia 21 a protagonizar uma série portuguesa. A eles, juntou-se Ricardo Pereira ao elenco principal. Joana de Verona, Anabela Moreira, Miguel Damião, Marco Paiva, Flávia Gusmão e Vera Moura também foram confirmados no elenco.

## Exibição
Prevista para estrear no fim de 2023, a série sofreu sucessivos adiamentos na sua data de estreia devido a se tratar de uma série com uma pós-produção demorada. Encontra-se prevista para estrear em 2025.

## Episódios
| N.º | Título       | Dirigido por | Escrito por  | Exibição original |
| --- | ------------ | ------------ | ------------ | ----------------- |
| 1   | "Episódio 1" | Pedro Varela | Pedro Varela | 2025              |
| 2   | "Episódio 2" | Pedro Varela | Pedro Varela | 2025              |
| 3   | "Episódio 3" | Pedro Varela | Pedro Varela | 2025              |
| 4   | "Episódio 4" | Pedro Varela | Pedro Varela | 2025              |
| 5   | "Episódio 5" | Pedro Varela | Pedro Varela | 2025              |
| 6   | "Episódio 6" | Pedro Varela | Pedro Varela | 2025              |